# وادي بوكر (فرع العدين)

تعديل مصدري - تعديل

وادي بوكر هي إحدى قرى عزلة بني احمد والثلث بمديرية فرع العدين التابعة لمحافظة إب، بلغ تعداد سكانها 2318 نسمة حسب تعداد اليمن لعام 2004.